# Santa María de la Isla
Santa María de la Isla è un comune spagnolo di 670 abitanti situato nella comunità autonoma di Castiglia e León.